# لوئیس وینتز
لوئیس وینتز (انگلیسی: Louis Weintz; ۲۱ آوریل ۱۸۸۵ – ۱۲ فوریهٔ ۱۹۶۹) دوچرخه‌سوار اهل ایالات متحده آمریکا بود. وی در بازی‌های المپیک تابستانی ۱۹۰۸ شرکت کرده است.